# Thaumatoncus
Thaumatoncus is een geslacht van spinnen uit de familie hangmatspinnen (Linyphiidae).

## Soorten
De volgende soorten zijn bij het geslacht ingedeeld:
- Thaumatoncus indicator Simon, 1884
- Thaumatoncus secundus Bosmans, 2002